# Arianna Huffington
Arianna Huffington (nascuda amb el nom Arianna Stassinópulos del grec Αριάννα Στασινόπουλος a Atenes el 15 de juliol de 1950) és una columnista grecoamericana. És més coneguda per ser co-fundadora de l'espai web de notícies The Huffington Post. A mitjans de 1990 era una conservadora reconeguda, però a final d'aquesta mateixa dècada adoptà unes creences polítiques més liberals. És l'exesposa del congressista republicà Michael Huffington.
L'any 2003 es va presentar com a candidata independent a governadora en les eleccions de destitució de Califòrnia. L'any 2009, Huffington va passar a ser el número 12 de la primera llista de dones més influents en els mitjans de comunicació per la revista Forbes. A més a més també va aconseguir escalar fins al número 42 a la llista Top 100 dels mitjans de comunicació de The Guardian.
El dia 7 de febrer del 2011, AOL va anunciar l'adquisió de The Huffington Post per 315 milions de dòlars (223 milions d'euros aproximadament), de manera de Huffington fou nomenada presidenta i editora en cap de The Huffington Post Media Group, que inclou els Engadget, AOL Music, Patch Media i StyleList.

## Biografia
Huffington va néixer a Atenes, Grècia l'any 1950. Era filla de Konstantinos Stasinopoulos (periodista i consultor de gestió) i Elli Stasinopoulos, germana d'Agapi (autor, locutor i actor popular a Grècia). Als 16 anys es va traslladar a Anglaterra, i estudià economia al Girton College de Cambridge, on va ser president de la Cambridge Union.
Després de graduar-se, es va traslladar a Londres i va viure amb el locutor i periodista Bernard Levin, a qui va conèixer mentre els dos treballaven de panelistes al xou de televisió Face the Music. El 1980, a causa de l'aversió que sentia Levin pel matrimoni, es traslladà als Estats Units. Després de la mort de Levin el 2004, ella parlaria d'ell com "El gran amor de la meva vida, […] un mentor com a escriptor i un model a seguir com a pensador".
El 1985, Arianna Huffington coneix al seu futur marit Michael Huffington. L'any següent es casarien, s'establirien a Santa Bàrbara (Califòrnia) amb l'objectiu de Michael d'ocupar un lloc a la Cambra de Representants dels Estats Units com a republicà. Va guanyar un marge significant, i Arianna li va fer campanya. El 1994, aquest perd les eleccions per molt poc contra Dianne Feinsten. Tres anys més tard la parella es divorcia, i un any més tard, el 1998, Michael afirma que és bisexual.
A finals de l'any 1980, Huffington va escriure diversos articles per National Review. L'any 1981 va escriure una biografia de Maria Callas ("Maria Callas, la dona darrera d'una llegenda") i l'any 1989 un biografia de Pablo Picasso ("Picasso: creador i destructor"). Huffington dirigeix el projecte de Detroit, un grup d'interès públic que promou la fabricació de cotxes que utilitzin combustibles alternatius. El projecte, que compta amb 2003 anuncis a televisió, equipara la conducció de vehicles utilitaris esportius amb el finançament del terrorisme, donant per resultat tanta polèmica que alguns canals es neguen a emetre'ls. Segons últimes notícies, Huffington s'incorporarà en breu al consell d'administració del diari El País, que presideix Juan Luis Cebrián.
Arianna Huffington va ser una candidata independent en les reeleccions del governador Gray Davis el 2003. Va descriure la seva candidatura contra l'aspirant oposat Arnold Schwarzenegger com "L'híbrid contra el Hummer", fent al·lusió al seu propi vehicle Toyota Prius, un cotxe híbrid, i el Hummer de Schwarzenegger. Cal dir que ambdós van tenir una molt bona postura durant les eleccions electorals, sent els dos candidats molt contraris als atacs personals. Tot i les recomanacions del senador dels Estats Units Dean Barkley com a conseller de campanya i Bill Hillsman com a director de mèdia, el 30 de setembre de 2003 va abandonar la política.
Algunes persones creuen que va abandonar la política perquè no va rebre suficient suport en la seva candidatura, i segons enquestes, només un 2% de la població californiana pensava votar-la abans que marxés.

## Presència en els mitjans de comunicació
Durant la dècada dels 1970 Arianna prengué un paper important en el show setmanal de la BBC Radio, Any Questions?, un programa de debats polítics, a més de participar en la BBC en concursos com Call my bluff i Face the music. Va ser la primera dona entrevistada al Saturday Night Life at the Mill, de la BBC.
Huffington és col·laboradora del programa mensual radiofònic Both Sides Now, amb Mary Matalin. Cada setmana ambdues dones discuteixen els fets rellevants en política, oferint les dues versions del mateix fet als oients. Both Sides Now està organitzat per Air Radio America i el seu president és Mark J. Green. També té presència a Internet gràcies a la seva pàgina The Huffington Post, que compta amb posts i comentaris seus i d'un nombre destacat de periodistes liberals, funcionaris públics i celebritats.
Abans del Huffington Post, gestionà un espai web anomenat Ariannaonline.com. La seva primera incursió a Internet va ser mitjançant un espai web anomenat Resignation.com, anomenat així per la resignació que sentia envers el president Bill Clinton, i que era el lloc ideal per tots els conservadors opositors del president.
Al Novembre de 2008, Huffington es va unir al càsting de The Cleveland Show de Seth MacFarlane, per donar veu a l'esposa de Tim the bear, que curiosament s'anomena Arianna. El 17 de novembre de 2008, Huffington va substituir Rachel Maddow en The Rachel Maddow Show de la MSNBC. Va ser parodiada per l'actriu Michaela Watkins a un episodi de Saturday Night Live, emès el 22 de novembre de 2008. Va ser també parodiada a la primera temporada de Tracey Ullman's State of the Union l'any 2008. Huffington va interpretar-se a ella mateixa en un capítol de How I Met Your Mother de la CBS, el 10 de maig de 2010. Va participar en la 24a edició de "Distinguished Speaker Series" a la Universitat de Buffalo el 16 de setembre de 2010.
Huffington va oferir tants autobusos com fossin necessaris per transportar aquell qui volgués al Rally to Restore Sanity and/or Fear, el 30 d'octubre de 2010, des de les oficines centrals del Huffington Post. Com a última proposta va pagar 150 autobusos per desplaçar 10.000 persones des de la regió de Citi Field de Queens fins a l'estadi RFK Stadium a Washington DC. L'única autopromoció va ser escriure Huffington Post a les polseres necessàries per pujar a l'autobús.
Huffington va interpretar aella mateixa a l'epidosi Brian escriu un Best-Seller de Family Guy, el 21 de novembre de 2010, prenent part en una discussió en una paròdia de Real Time with Bill Maher sobre la qualitat del llibre que en Brian Griffin escriu en aquest episodi.

## Acusacions de plagis
Huffington va ser acusada de plagi per copiar material per al seu llibre de Maria Callas (1981). En el mínim de cinc xifres les demandes es van resoldre fóra dels tribunals l'any 1981, amb el biògraf Gerald Fitzgerald. Lydia Gasman, professora d'Història de l'Art a la Universitat de Virgínia, va afirmar que Huffington li havia robat 20 anys de la seva feina, plagiant temes sencers de la seva tesi de final de carrera per al seu llibre sobre Pablo Picasso.